# Aéroport de Hay River-Merlyn Carter
L'aéroport Hay River-Merlyn Carter est un aéroport situé dans les Territoires du Nord-Ouest, au Canada.

## Compagnies et destinations
| Compagnies     | Destinations |
| -------------- | ------------ |
| Air Tindi      | Yellowknife  |
| Canadian North | Yellowknife  |

Édité le 16/05/2025